# Hamburg Masters 2005
L'Hamburg Masters 2005 è stato un torneo di tennis giocato sulla terra rossa.
È stata la 99ª edizione dell'Hamburg Masters, che fa parte della categoria ATP Masters Series nell'ambito dell'ATP Tour 2005.
Si è giocato al Rothenbaum Tennis Center di Amburgo in Germania, dal 9 al 16 maggio 2005.

## Campioni

### Singolare
Roger Federer ha battuto in finale  Richard Gasquet con il punteggio di 6–3, 7–5, 7–6(4).

### Doppio
Jonas Björkman /  Maks Mirny hanno battuto in finale  Michaël Llodra /  Fabrice Santoro con il punteggio di 6–2, 6–3.